# Liste d'odonymes de LaSalle
Cette liste contient les voies de circulation situées dans l'arrondissement LaSalle de la ville de Montréal, ainsi que leurs origines toponymiques pour certaines.

## Avenues
1re avenue, 2e avenue, 3e avenue, 4e avenue, 5e avenue, 6e avenue, 7e avenue et 8e avenue
- Avenues situées entre les boulevards LaSalle et Champlain. Le secteur compris autour des intersections des 3e à la 6e avenue avec la rue Édouard correspondent à l'ensemble institutionnel du village des Rapides, communément nommé Bronx[1].

9e avenue
- Avenue située entre le boulevard Champlain et la rue Édouard.

11e avenue
- Avenue située entre la rue Thelma, dont elle est le prolongement, et l'intersection avec la 12e avenue et la rue Bonnier.

12e avenue
- Avenue située entre les rues Georges et Duranceau.

14e avenue et 15e avenue
- Avenue située entre les rues Bonnier et Simonne.

16e avenue
- Avenue située entre les rues George et Duranceau, dont elle est le prolongement.

30e avenue
- Avenue située entre la rue Raymond et la 39e avenue, dont elle est le prolongement.

31e avenue
- Avenue située entre la rue Centrale et l'avenue des Rapides.

32e avenue
- Avenue située entre les avenues des Rapides et Carroll, dont elle est le prolongement.

33e avenue
- Avenue située entre les avenues des Rapides et Carroll.

34e avenue
- Avenue accessible via la rue George.

35e avenue
- Avenue située entre le boulevard Champlain et la rue Centrale.

36e avenue
- Avenue en impasse accessible via la rue George.

37e avenue
- Avenue située entre le boulevard LaSalle et la rue Centrale.

38e avenue
- Avenue située entre les avenues des Rapides et Carroll.

39e avenue
- Avenue située entre la rue Centrale et la 30e avenue, dont elle est le prolongement.

40e avenue
- Avenue située entre le boulevard LaSalle et la 30e avenue.

41e avenue
- Avenue située entre la rue George et l'intersection avec la rue Centrale et le croissant de la Louisiane.

43e avenue
- Avenue située entre les boulevards LaSalle et Champlain, intersection communiquant avec un accès à l'Hôpital de LaSalle.

44e avenue
- Avenue accessible via la 43e avenue.

45e avenue
- Avenue située entre la rue Centrale et l'avenue des Rapides.

63e avenue
- Avenue située entre les boulevards LaSalle et Champlain

64e avenue
- Avenue située entre les rues Beyries et Hepworth.

65e avenue
- Avenue située entre le boulevard LaSalle et la rue Hepworth.

66e avenue
- Avenue située entre le boulevard LaSalle et la rue Beyries.

67e avenue
- Avenue située entre le boulevard LaSalle et la rue Centrale.

68e avenue
- Avenue située entre le boulevard LaSalle et la rue Hepworth.

69e avenue
- Avenue située entre les rues Centrale et Beyries.

75e avenue
- Avenue située entre le boulevard LaSalle et la rue Salley. Du boulevard LaSalle jusqu'à l'intersection avec le boulevard De La Vérendrye et la rue Airlie, l'avenue longe le canal de l'Aqueduc.

76e avenue
- Avenue située entre les rues Centrale et Boivin.

77e avenue
- Avenue située entre la rue de Matane et l'intersection entre la rue Centrale et la terrasse Centrale.

78e avenue
- Avenue située entre le boulevard LaSalle et la rue Centrale.

80e avenue
- Avenue située entre les rues Centrale et Boivin.

90e avenue
- Avenue située entre les boulevards LaSalle et Newman.

## A
Airlie (rue)
- Rue divisée en deux sections par la voie ferrée reliée au pont ferroviaire Saint-Laurent, l'une dans le secteur nommé Highlands, entre les avenues Dupras et Athole, et l'autre entre les rues Maria et l'intersection avec la 75e avenue et le boulevard De La Vérendrye, dont elle est le prolongement.

- Ouverte à circulation en 1919, son nom rappelle la paroisse d'Airlie, dans la région de l'Angus en Écosse, ainsi que le château d'Airlie, siège des comtes d'Airlie[2]. La partie située entre les avenues Riverview et Dupras fut également nommé côte Larente en l'honneur du conseiller municipal Delphis Larente[3].

Albert-Couture (rue)
- Rue située entre les rues George et Lévis-Sauvé.

- Désignée en 1978, cette rue rappelle l'avocat Albert Couture (1933-1977)[4]. Il fut très impliqué dans la communauté lasalloise, entre autres lors de l'organisation des Jeux du Québec d'hiver de 1977, pendant lesquels il mourut subitement[5].

Alepin (avenue)
- Rue divisée en deux sections, l'une entre le boulevard Champlain et la rue Centrale et l'autre entre la rue Édouard et le boulevard LaSalle.

- Désigné en 1945, ce nom désigne une famille de propriétaires fonciers originaires d'Alep en Syrie. Joseph Béchir Alepin (1893-1972) acquit les terrains à proximité en vue d'en faire un développement résidentiel. Toutefois, un terrain dû être donné à la ville pour devenir le parc Leroux. Alepin acheta également la ferme Somerville-Ogilvie à la Sun Life, pour en faire le LaSalle Golf & Country club exploité jusqu'en 1970, date à laquelle le secteur devint des lots pour la construction[6]. Les Alepin furent aussi propriétaire de la maison Penniston de style Queen Anne[7]

Allard (rue)
- Rue située entre le boulevard Newman et la rue Irwin, où la rue Allard se prolonge dans l'arrondissement Le Sud-Ouest jusqu'au boulevard De La Vérendrye.

- Désigné en 1922, ce nom rappelle mgr Joseph-Charles Allard (1867-1935). D'abord enseignant au nouveau Séminaire Saint-Thomas-d'Aquin de Salaberry-de-Valleyfield dès 1893, il sera ensuite curé de Sainte-Martine où il érigera le presbytère ainsi que l'école ménagère et l'école d'agriculture[8],[9]

### Allion (avenue)
- Rue divisée en deux sections, l'une entre le boulevard Champlain et la rue Centrale et l'autre entre la rue Ouimet et le boulevard LaSalle.

- Désigné en 1955, ce nom rappelle Joseph Allion (1883-1968). Né à Pouillé en Loir-et-Cher, Allion fut curé et fondateur de la paroisse Notre-Dame-du-Sacré-Cœur[10].

Allion (rue)
- Rue située entre les avenues Allion et Lacharité.

André-Merlot (rue)
- Rue située entre les rues Pigeon et Hébert.

- Désigné en 1952, ce nom rappelle André Merlot, dit le Petit Laramée (ca 1638/45-1700). Soldat de la compagnie ContreCœur du régiment de Carignan, il fut un pionnier du Bas-Lachine[11].

### Angrignon (boulevard)
- Boulevard située entre l'avenue Irwin et la rue Notre-Dame, donnant accès à l'Autoroute 20, jusqu'au Boulevard des Trinitaires dans l'arrondissement Le Sud-Ouest.

- Désigné en 1993.

Angus (avenue)
- Avenue située entre la 90e avenue et la rue Centrale.

- Désigné en 1961, ce nom rappelle une famille souche de LaSalle, dont Richard Bladworth Angus (1831-1922), membre fondateur  du Canadien Pacifique et actif à la Banque de Montréal[12].

Anita (rue)
- Rue située entre les rues Serge et Moreau.

- Désigné en 1969, ce nom fait référence à Anita Lépine. Elle fut l'épouse de Normand Bourdeau (1930-2008), entrepreneur et conseiller municipal de LaSalle de 1967 à 1975[13].

### Armel (rue)
- Rue située entre les rues Jacqueline et Danièle.

- Désigné en 1966, ce nom fait référence au fondateur de la caisse populaire Sainte-Catherine-Labouré et homme d'affaires Armel Robitaille (1919-2001)[14].

Athole (avenue)
- Rue en impasse accessible via la rue Airlie.

- Ce nom fait référence à Athole, ou Atholl, district historique des Highlands écossais[15].

## B
Bannon (rue)
- Rue située entre les avenues Lacharité et Gérald.

- Désigné en 1955, ce nom évoque Lionel Bannon (1908-1972). Bannon fut fondateur de la caisse populaire Notre-Dame-du-Sacré-Cœur et conseiller municipal de 1948 à 1951[16].

Baribeau (rue)
- Rue située entre les 12e et 16e avenues.

- Désigné en 1964, ce nom rappelle le curé Joseph-Conrad Baribeau (1897-1978). Natif de Saint-Jean de l'île d'Orléans, Baribeau fut enseignant et curé dans plusieurs paroisses, entre autres dans l'état de New York et dans le Rhode Island, ainsi que Notre-Dame-du-Sacré-Cœur de LaSalle. Il participa aussi à la création du conseil 3147 des Chevaliers de Colomb de LaSalle en 1947[17].

Baxter (rue)
- Rue située entre les rues Ducas et Jean-Chevalier.

- Désigné en 1967, ce nom évoque la famille longtemps établie à LaSalle de William Baxter[18].

Bayne (rue) & Bayne (terrasse)
- Rue située entre 80e et 90e avenues.
- Terrasse accessible via la rue Bayne.

- Désigné en 1961, ce nom fait référence à William Angus Beverly Bayne (né en 1923), conseiller municipal de 1951 à 1954[19].

Beauce (terrasse de la)
- Terrasse accessible via la rue Airlie.

- Désigné en 1963, ce nom évoque la région et comté québécois de la Beauce[20].

Beauchamp (rue)
- Rue située entre la rue Saint-Patrick et l'avenue Stirling.

- Désigné en 1964, ce nom rappelle l'architecte et ingénieur Napoléon Beauchamp (1888-1969)[21].

Beauport (rue de)
- Rue située entre la 75e avenue et la rue Maher.

- Désigné en 1965, ce nom fait référence à la ville de Beauport, maintenant arrondissement de la ville de Québec[22].

Bédard (rue)
- Rue située entre l'avenue Dollard et la rue Bourbonnais, dont elle est le prolongement.

- Désigné en 1956, ce nom évoque l'entrepreneur en construction Jean Bédard (1908-1964). Ouverte en 1947, l'entreprise en construction Jean Bédard ltée exploita une carrière Kahnawake[23].

Behrens (rue)
- Rue située entre les rues Airlie et Centrale.

- Désigné en 1959, ce nom désigne Clive Behrens qui contribua au développement résidentiel et industriel de ce secteur et fut membre de l'exécutif des compagnies Metropolitan Development Corp., Newman Avenue Holdings Inc. et Orchand Development[24]

Béique (rue)
- Rue située entre les rues Gloria et Chartrand.

- Désigné en 1966, ce nom fait référence au propriétaire terrien, homme politique et sénateur Frédéric-Liguori Béique (1845-1933)[25].

Bélanger (avenue)
- Avenue située entre le boulevard LaSalle et la rue Airlie.

- Ce nom fait référence à la famille Bélanger qui s'établit dans la région dès 1839[26]. Parmi ceux-ci, François-Xavier Bélanger (1883-1967) fut conseiller municipal de LaSalle de 1915 à 1933, Joseph-Hermanfroye Bélanger (1854-1921) fut conseiller de la municipalité de paroisse de 1895 à 1913 et donateur du terrain pour la construction de la chapelle-école Saint-Nazaire et Joseph-Edmond Bélanger (1894-1968) entrepreneur de la construction d'environ 200 maisons dans le secteur Village des Rapides (Bronx)[27]. La maison De Lorimier-Bélanger située sur le boulevard LaSalle, où résida entre autres Chevalier De Lorimier, témoigne du passage de cette famille[28].

Bélec (avenue)
- Avenue située entre les rues Bourdeau et Bouvier.

- Désigné en 1961, ce nom rappelle une famille souche de LaSalle, dont Azarie Bélec (1906-2005) qui fut ouvrier lors de la construction des ponts Jacques-Cartier en 1930 et Honoré-Mercier en 1934[29].

Benoit (rue)
- Rue située entre les rues Ménard et Lise.

- Désigné en 1966, ce nom correspond à J.-Émile Benoît (1892-1944), ancien chef de police de LaSalle de 1939 à 1944[30].

### Bergevin (rue)
- Rue situé entre les rues Clément et des Oblats.

- Désigné en 1955, ce nom fait référence à Henri Bergevin (1862-1931). Bergevin fut conseiller municipal de 1901 à 1907 et maire de 1907 à 1912 de la municipalité de paroisse de Lachine, ainsi que premier maire de LaSalle de 1912 à 1913[30].

Bernard (rue)
- Située entre les rues John-Campbell et Robidoux.

- Désigné en 1968, ce nom évoque le prénom du garçon de l'entrepreneur Max Schuchman[31].

Bernie (rue)
- Située entre les rues Jean-Brillon et Robert.

- Désigné en 1966, ce nom est en l'honneur du président des loisirs Saint-Télesphore Bernard Hyland (1922-1982)[32].

### Beyries (rue)
Pour les articles homonymes, voir Beyries (homonymie).
- Rue située entre le boulevard Champlain et la 69e avenue, dont elle est le prolongement.

- Ce nom évoque Jean-Baptiste Beyries (1879-1978) ancien conseiller municipal de Lachine de 1911 à 1912 et de LaSalle de 1912 à 1913 et 1915 à 1917. Maire de LaSalle entre 1917 et 1921, il redevient conseiller entre 1933 et 1943[33].

### Bishop-Power (boulevard)
- Boulevard situé entre le boulevard LaSalle et le boulevard Shevchenko, après le boulevard De La Vérendrye et le pont Knox.

- Désigné en 1970, ce nom évoque William Edward Power (1915-2003) qui fut second curé de la paroisse Saint Barbara, maintenant St. John Brebeuf, de 1959 à 1960 et évêque du diocèse d'Antigonish de 1960 à 1987[34].

Blais (terrasse)
- Terrasse accessible via la rue Centrale.

- Désigné en 1979, ce nom évoque la famille Blais établie de longue date à LaSalle[35].

Bois-des-Caryers (rue du)
- Rue du Bois-des-Caryers est accessible via la rue Chouinard.

- Désigné en 2011, ce nom fait référence au parc des Caryers abritant plusieurs arbres de type caryer cordiforme. Cette essence d'arbre est indigène à l'île de Montréal, mais se raréfie avec l'urbanisation[36].

Boivin (rue)
- Rue située entre la 90e et la 75e avenues.

- Désigné en 1959, ce nom remplaça l'ancienne appellation Truck Road pour honorer Albert Boivin (1894-1989). Boivin fut conseiller municipal de 1925 à 1951, période durant laquelle il œuvra à l'établissement de plusieurs industries sur le territoire[37].

Bonnier (rue)
- Rue située entre la rue Gagné et l'intersection des 11e et 12e avenues.

- Désigné en 1964, ce nom honore le Dr Jean-Guy Bonnier (1931-2020). Le Dr Bonnier œuvra à la fondation de l'hôpital de LaSalle et dans le domaine de la santé publique. Il fut également conseiller médical pour les Jeux olympiques de Montréal (1973-1976) et pour les Jeux du Québec d'hiver de 1977 à LaSalle[38].

Borduas (rue)
- Rue située entre les rues Centrale et Duranceau.

- Désigné en 1980, ce nom évoque la famille Borduas et sont patriarche Hormidas Borduas (1864-1935)[39].

Bourbonnais (rue)
- Rue située en l'avenue Dollard et la rue Bédard, dont elle est le prolongement.

- Désigné en 1957, ce nom évoque la famille Bourbonnais, dont Gustave Bourbonnais (1894-1987), qui fut policier-pompier, et Raymond Bourbonnais (1934-2010), également policier ayant intervenu héroïquement lors de l'explosion de la rue des Oblats en 1956. Ce dernier devient ensuite directeur des pompiers et de la sécurité publique de la ville d'Outremont[40].

Bourdeau (rue)
- Rue située entre le boulevard Shevchenko et la rue Lapierre.

- Désigné en 1967, ce nom fait référence à Normand Bourdeau (1930-2008). Bourdeau fut homme d'affaires et conseiller municipal de 1967 à 1975[13].

Bourdeau (terrasse)
- Terrasse accessible via la rue Ducas.

### Boursier (rue)
- Rue située entre le boulevard Shevchenko et la rue Jean-Brillon.

- Désigné en 1981, ce nom désigne Jean Boursier dit Lavigne (ca 1644-1689). Coureur des bois et pionnier, il fut avec sa femme et enfants tués lors du massacre de Lachine[41].

Bouvier (rue)
- Rue située entre les rues Thierry et Bélec.
- Pas d'informations.

Broadway (rue)
- Rue située entre le boulevard Champlain et la 9e avenue.

- Ce nom provient de l'avenue Broadway de la ville de New York pour commémorer l'achat par plusieurs courtiers de terrains dans le secteur Lachine Rapids, renommés Riverside Park, Bronx Park et Village des Rapides[42].

Brome (rue de)
- Rue située entre les rues Behrens et de Newport.

- Désigné en 1959, ce nom évoque la municipalité de village de Brome[43].

### Brosseau (rue)
- Rue accessible via l'avenue Lafleur.

- Désigné en 1935, ce nom commémore Armand Brosseau (1892-1972). Brosseau fut avocat, notaire, conseiller municipal en 1933 et maire de LaSalle de 1935 à 1939[44].

Brown (rue)
- Rue située entre les rues Réjane et Marie-Claire.

- Désigné en 1965, ce nom rappelle William Joseph Brown qui fut résidant de LaSalle dès 1905[45].

Browning (rue)
- Rue située entre les rues Jean-Brillon et Thierry.

- Désigné en 1968, ce nom rappelle Charles Frédéric Browning et sa famille qui furent résidant de LaSalle dès 1938[46].

## C
Cabano (rue de)
- Rue située entre la 80e avenue et la rue de Matane.

- Désigné en 1960, ce nom désigne l'ancienne ville de Cabano, aujourd'hui Témiscouata-sur-le-Lac[47].

Cannes-Brûlées (rue de)
- Rue accessible via la rue Léger.

- Désigné en 1989, ce nom commémore un quartier de la ville de Kenner en Louisiane, avec laquelle LaSalle est jumelée[48].

### Carignan (rue)
- Rue située entre les rues Salley et Parent.

- Désigné en 1983, ce nom rappelle Anatole Carignan (1885-1952). Carignan fut conseiller municipal de 1915 à 1921 et maire de LaSalle de 1921 à 1925. Il fut aussi député de l'Union nationale dans circonscription de Jacques-Cartier de 1936 à 1939, mandat durant lequel il est ministre de la voirie de 1938 à 1939[49].

Carroll (avenue)
- Avenue située entre l'avenue des Rapides et la 32e avenue.

- Désigné en 1958, ce nom évoque Gordon Carroll (1898-1971). Carroll fut le curé-fondateur de la paroisse St. Barbara, aujourd'hui St. John Brébeuf[50].

Caserne (allée de la)
- Allée piétonne située entre l'avenue Dollard et la rue Salley.

- Cette allée fait référence à la Caserne #65, du Service de sécurité incendie de Montréal, située sur l'avenue Dollard face à l'intersection avec la rue Jean-Brillon.

Cavelier-de-LaSalle (terrasse)
- Terrasse accessible via la rue Centrale.

- Désigné en 1966, ce nom rend hommage à René-Robert Cavelier de La Salle(1643-1687)[51].

Centrale (rue)
- Rue divisée en deux sections, l'une du boulevard Champlain jusqu'à la 69e avenue et l'autre de la 75e avenue à l'avenue Lafleur.

- Désigné en 1959, ce nom illustre que cette rue existe depuis le début de la cité de LaSalle et traverse les trois quartiers de la municipalité[52].

Centrale (terrasse)
- Terrasse accessible via la rue Centrale et l'intersection avec la 77e avenue.

### Champlain (boulevard)
- Boulevard situé entre le boulevard LaSalle jusqu'aux limites de l'arrondissement avec Verdun dans lequel l'artère conserve le nom, le tout en longeant le canal de l'Aqueduc.

- Désigné en 1942, ce nom commémore le fondateur de la ville de Québec et explorateur Samuel de Champlain (1567-1635)[53].

Charbonneau (rue)
- Rue située entre les rues Jean-Brillon et Robert.

- Désigné en 1966, ce nom réfère à François Charbonneau qui fut le président de la Société de Saint-Vincent-de-Paul de la paroisse Sainte-Catherine-Labouré[54].

Charron (rue)
- Rue située entre les rues Centrale et Gamelin.

- Désigné en 1978, ce nom désigne la présence de la famille Charron à LaSalle[55].

Chartrand (rue)
- Rue située entre l'avenue Dollard et la rue John-F.-Kennedy.

- Désigné en 1966, ce nom désigne en nommé Chartrand qui fut président des Loisirs de LaSalle[56].

### Chatelle (rue)
- Rue située entre l'avenue Lafleur et la rue Orchard.

- Ce nom fait référence à Louis Chatelle (1871-1940), maire de LaSalle de 1925 à 1935[57].

Chopin (rue)
- Rue située entre les rues Cordner et Desaulniers.

- Désigné en 1969, ce nom rend hommage au pianiste et compositeur polonais Frédéric Chopin (1810-1849). Cette rue fut nommée à la demande de la société polonaise d'Aide Mutuelle[58].

Chouinard (rue)
- Rue située entre les rues Bernie et Senkus.

- Désigné en 1968, ce nom commémore la famille Chouinard de longue date établie à LaSalle[59].

Churchill (rue)
- Rue située entre l'avenue Lacharité jusqu'à la limite de l'arrondissement avec Verdun, où la rue conserve le nom.

- Désigné en 1942, ce nom fait référence au premier ministre britannique Winston Churchill (1874-1965)[60].

Churchill (terrasse)
- Terrasse située à l'extrémité de l'avenue Gérald, à l'est de la rue Churchill.

- Voie désignée en 1955.

Clément (rue)
- Rue située entre les rues Saint-Patrick et Bédard.

- Désigné en 1947, ce nom fait référence à Israël Clément dit Larivière (1860-1931) qui fut conseiller municipal de paroisse de 1907 et de la nouvelle ville de LaSalle de 1912 à 1913[61].

Collège (croissant du)
- Croissant accessible par la rue Ducas.

- Désigné en 1986, ce nom désigne la proximité avec le cégep André-Laurendeau.

Comte (rue)
- Rue située entre le boulevard Newman et la rue Clément.

- Désigné en 1955, ce nom réfère à Ferdinand Comte (1902-1971), curé et fondateur de la paroisse Sainte-Catherine-Labouré[62].

Cordner (rue)
- Rue située entre le boulevard Angrignon et l'avenue Dollard.

- Désigné en 1973, ce nom rend hommage à Robert Cordner (né en 1932). Athlète ayant participé aux Jeux olympiques d'Helsinki en 1952 et aux Jeux du Commowealth. Il participa également à l'Odyssée des Voyageurs du Centenaire, un périple en canot de Rocky Mountain House en Alberta jusqu'à Montréal pour l'Expo 67. Cordner fut aussi conseiller municipal 1971 à 1987 et de 1991 à 1995, année durant lesquelles il contribua à l'implantation du parc des Rapides. Il fut défait lors ses tentatives de ravir la mairie en 1987 et en 1999 contre le Dr Michel Leduc[63].

Curé-De-Rossi (rue)
- Rue située entre les rues Jean-Chevalier et Bouvier.

- Désigné en 1975, ce nom réfère à Guisseppe di Rossi qui fut le curé fondateur de la paroisse italienne Madre dei Cristiani dont l'église est érigée sur la rue Thierry[64].

Curé-Legault (rue)
- Rue située entre les rues Béïque et John-F.-Kennedy.

- Désigné en 1966, ce nom rend hommage au curé Jean Legault (1911-1997), fondateur de la paroisse Saint-Télésphore en 1958 et curé de cette paroisse jusqu'en 1961[65].

Cyrenne (terrasse)
- Terrasse accessible via la rue Centrale.

- Désigné en 1980, ce nom évoque la famille Cyrenne, entre autres Évangéliste Cyrenne (1879-1922) qui fut simultanément surintendant des travaux municipaux et chef de police et pompier[66].

## D
D'Amours (rue)
- Rue située entre les rues Clément et Jean-Milot.

- Désigné en 1956, ce nom fait référence à Napoléon-Alfred D'Amour (1884-1975). D'Amours fut opérateur de chemin de fer à de nombreux endroits au Québec et en Ontario ainsi que conseiller municipal de 1921 à 1923[67].

Daigneault (rue)
- Rue située entre les rues Jean-Brillon et Thierry.

- Désigné en 1969, ce nom désigne la famille de l'homme d'affaires Laurent Daigneault (1905-1990)[67].

Dalmany (rue)
- Rue située entre les avenues Stirling et Strathyre.

- Ce toponyme, entre autres orthographié Dalmeny, peut faire référence au village de Dalmeny en Écosse, comme plusieurs rues de ce secteur nommé Highlands[68].

Danièle (rue)
- Rue située entre les rues Gervais et Préville, dont elle est le prolongement.

- Désigné en 1966, ce nom provient du prénom de la fille de l'entrepreneur J.-Hervé Bédard (1903-1989)[69].

Daoust (rue)
- Rue située entre les rues Lemieux et Rancourt.

- Désigné en 1966, ce nom désigne le commissaire scolaire Lionel Daoust[70].

David-Boyer (rue)
- Rue située entre l'avenue Dollard et la rue Lefebvre.

- Désigné en 1965, ce toponyme rend hommage à deux personnes distinctes, soit l'ancien maire le dr. Lionel Boyer (1919-1990) et son beau-père Zénon David (1891-1970), en raison du rejet du seul nom Boyer par le bureau de poste[71]. 
  - Lionel Boyer fut docteur en dentisterie et maire durant une forte période d'expansion de la ville, soit de 1963 à 1971[72].
  - Zénon David fut cheminot et président de la Fédération nationale des employés de chemins de fer, ainsi que président de la commission scolaire l'amenant à superviser la construction de plusieurs écoles étant donné l'accroissement de la population[73].

Dawn (rue)
- Rue située entre les rues Bayne et Red Cross.

- Ce non désigne l'entrepreneur Michael Jutzinka Dawn[74].

De la Vérendrye (boulevard)
- Boulevard longeant le canal de l'Aqueduc de la rue Airlie , intersection avec la 70e avenue jusqu'à la limite du territoire avec l'arrondissement Le Sud-Ouest.

- Désigné en 1911, ce nom rend homme à l'explorateur Pierre Gaultier de La Vérendrye (1714-1755).

Denise (rue)
- Rue située entre les rues Thierry et Serge.

- Désigné en 1969, ce nom fait référence à l'épouse du conseiller Robert Gagné[75].

Desaulniers (rue)
- Rue située entre les rues John-Campbell et Robidoux.

- Désigné en 1969, ce nom désigne la famille d'André Desaulniers, implantée à LaSalle depuis de nombreuses années[76].

Dionne (rue)
- Rue située entre les rues Thierry et Miller.

- Désigné en 1975, ce nom commémore la famille Dionne qui s'établit à LaSalle vers 1925[77].

### Dollard (avenue)
- Avenue située entre le boulevard Champlain et la rue Saint-Patrick, endroit où son prolongement devient la rue Saint-Pierre dans l'arrondissement Lachine.

- Désigné en 1914, ce nom rend hommage au héros de la Nouvelle-France Adam Dollard des Ormeaux (1635-1660)[78].

Dora (rue)
- Rue située entre le boulevard Shevchenko et la rue Lefebvre.

- Désigné en 1965, ce nom fait référence à l'épouse du docteur Lionel Boyer, maire de 1963 à 1971[79].

Doyle (rue)
- Rue située entre les rues Robidoux et Ménard.

- Désigné en 1967, ce nom désigne Paul Doyle (1918-2012), machiniste et commissaire et président de commission scolaire de 1965 à 1968[80].

Dubé (rue)
- Rue située entre les rues Béïque et John-F.-Kennedy.

- Désigné en 1966, ce nom rend hommage au curé Matthew Daly Dubee (1913-1993). Curé de la paroisse St. John Brébeuf 1961 à 1974[81].

Ducas (rue)
- Rue située entre le boulevard De La Vérendrye et la rue Jean-Chevalier.

- Désigné en 1967, ce nom désigne la famille de Joseph-Charles Ducas (1894-1963)[82].

Dufresne (rue)
- Rue située entre les rues Lapierre et Ménard.

- Désigné en 1967, ce nom désigne Jules Dufresne (1894-1963), marguiller et bénévole de la paroisse Sainte-Catherine-Labouré[83].

Duhamel (rue)
- Rue accessible via l'avenue des Rapides.

- Désigné en 1980, ce nom désigne la famille Duhamel établie de longue date à LaSalle[84].

Dupras (avenue)
- Rue située entre le boulevard LaSalle et la rue Saint-Patrick.

- Désigné en 1964, ce nom désigne le pharmacien Palmer Dupras[85].

Duquette (terrasse)
- Terrasse accessible via la rue Centrale, entre la 78e et la 80e avenues.

- Désigné en 1969, ce nom désigne Raymond Duquette (1875-1954), homme d'affaires lasallois[86].

Duranceau (rue)
- Rue accessible via la rue Centrale, entre le boulevard Bishop-Power et la rue Gagné.

- Désigné en 1980, ce nom désigne la famille Joseph Duranceau établie à LaSalle en 1891[87].

## E
Eastman (rue d')
- Rue située entre les rues Centrale et de Newport, dont elle est le prolongement.

- Ce nom désigne la municipalité d'Eastman, en Estrie[88].

Édouard (rue)
- Rue située entre le boulevard Bishop-Power et l'avenue Lacharité.

- Désigné entre 1901 et 1910, ce nom fait référence au fils aîné de la reine Victoria et du prince Albert, le futur Édouard VII du Royaume-Uni (1841-1910)[89].

Elmslie (rue)
- Rue accessible via l'avenue Dollard, débloque seulement pour les véhicules autorisés par la Société de transport de Montréal (STM).

- Ce nom rend hommage à un dénommé M. Elmslie, premier propriétaire de manufacture sur cette artère[90].

Émile-Nelligan (rue)
- Rue accessible via le boulevard Shevchenko.

- Désigné en 1989, ce nom fait référence au poète québécois Émile Nelligan (1879-1941)[91].

## F
F.-X.-Prieur (rue)
- Rue accessible via la rue Salley et donnant accès à la bibliothèque de LaSalle (L'Octogone).

- Désigné en 1984, ce nom commémore le mémorialiste et patriote François-Xavier Prieur (1814-1891), l'une des têtes dirigeante de l'insurrection de 1838[92].

Fontaine (rue)
- Rue située entre les rues Thierry et Bernie.

- Désigné en 1968, ce nom vise à rendre hommage à monsieur Roger Fontaine qui fut Grand chevalier du conseil 3147 des Chevaliers de Colomb entre 1963 et 1965. Le couple Fontaine avait été très impliqué dans l'aide donnée aux victimes de l'explosion de LaSalle Heights en 1965 au Québec[93].

Forget (terrasse)
- Terrasse accessible via la rue Latour.

- Désigné en 1963, ce nom désigne l'abbé Valmore Forget (1896-1958), qui fut curé fondateur de la paroisse Saint-Télesphore  de 1951 à son décès[94].

### Fort-Rémy (rue du)
- Rue accessible via la rue Saint-Patrick.

- Désigné en 1996, ce nom rend hommage à Pierre Rémy (ca 1636/40-1726). Sulpicien, il fut le premier curé de Lachine. Son influence sur la communauté fut telle que le fort en place devint le Fort Rémy[95],[96].

Fothergill (avenue)
- Avenue située entre la rue Bayne et l'avenue Paquin, dont elle est le prolongement.

- Désigné en 1964, ce nom rappelle William Fothergill (1889-1968), conseiller municipal de 1941 à 1943[97].

Francoeur (rue)
- Rue située entre les rues Behrens et de Newport, dont elle est le prolongement.

- Désigné en 1959, ce nom désigne Dollard FranCoeur (1877-1959), curé de la paroisse Saint-Nazaire de 1928 à 1935. Durant son passage à LaSalle, il épaule le curé Allion de la paroisse Notre-Dame-du-Sacré-Cœur dans sa lutte contre la vente d'alcool dans les lieux publics[98].

## G
Gagné (rue)
- Rue située entre les boulevards LaSalle et Champlain.

- Désigné en 1969, ce nom rend hommage à Robert Gagné (1935-2008). Diplômé de l'Université McGill et de l'Université de l'Oklahoma en audiométrie, Gagné fonda le Centre provincial d'appareils auditifs en 1963. Il fut également conseiller municipal de LaSalle de 1967 à 1975[99].

Galarneau (rue)
- Rue située entre les rues Raymond et Kless.

- Désigné en 1977, ce nom évoque la famille Galarneau établie de longue date à LaSalle[100].

Gamelin (rue)
- Rue située entre les rues George et Lévis-Sauvé.

- Désigné en 1978, ce nom désigner l'entrepreneur Adélard Gamelin (1883-1976). Il participa entre autres à la construction de l'église Notre-Dame-du-Sacré-Cœur[101].

George (rue)
- Rue située entre le boulevard Champlain et la 41e avenue, dont elle est le prolongement.

- Cette rue honore le roi George VI du Royaume-Uni (1895-1952)[102].

George (terrasse)
- Terrasse en impasse accessible via la rue George.

### Georges-Brault (rue)
- Rue en impasse accessible via la rue Wanklyn.

- Désigné en 2002, ce nom honore Georges Brault (1891-1977). Brault fut un pompier très impliqué dans le développement de la communauté[103].

### Gérald (avenue)
- Avenue située entre le boulevard Champlain et la rue Churchill.

- Désigné en 1955, ce nom honore Gérald Raymond. Raymond fut conseiller municipal de 1954 à 1971 et maire de LaSalle de 1971 à 1983. Durant son passage à la mairie, il contribua à la construction du centre Dollard-Saint-Laurent, de l'aménagement du Parc des Rapides (1978), de la construction de la nouvelle caserne des pompiers (1979), de la Bibliothèque L'Octogone (1983) et de l'acquisition de la Burroughs Wellcome pour y installer l'hôtel de ville (1983)[104].

Gervais (rue)
- Rue située entre les rues Cordner et Jacqueline.

- Désigné en 1966, ce nom rappelle André Gervais, bénévole dans les loisirs Saint-Nazaire et fondateur du théâtre de l'Avant-Scène[105].

Ghislaine (rue)
- Rue située entre les rues John-F.-Kennedy et Gloria.

- Désigné en 1965, ce nom désigne le prénom de la femme du directeur-adjoint de la police, Maurice Giguère[106].

Giguère (rue)
- Rue située entre les rues Lefebvre et Serre.

- Désigné en 1966, ce nom fait référence à Aurélien Giguère (1886-1945). Giguère fut dessinateur en fourrure et commissaire scolaire ayant, entre autres, travaillé à la construction de l'école de l'Immaculée-Conception[107].

Giovanni-Caboto (rue)
- Rue située entre les rues Réjane et Lemieux.

- Désigné en 1996, ce nom rappelle Jean Cabot (Giovanni Caboto en italien) (1455-1498), explorateur des côtes de Terre-Neuve et du Labrador[108].

Giroux (rue)
- Rue située entre les rues Béïque et John-F.-Kennedy.

- Désigné en 1966, ce nom désigne le commissaire scolaire Roma Giroux (1912-1978)[109].

Gloria (rue)
- Rue située entre l'avenue Dollard et la rue John-F.-Kennedy.

- Désigné en 1965, ce nom fait référence au prénom de l'épouse du conseiller municipal Joseph Ouellette (1924-1970)[110].

Godbout (rue de)
- Rue située entre la 76e avenue et la rue de Matane.

- Ce nom désigne la municipalité de village de Godbout, sur la Côte-Nord[111].

Godbout (terrasse de)
- Terrasse accessible via la rue de Godbout.

Goldsbrough (rue)
- Rue située entre les rues Thierry et Curé-De Rossi.

- Désigné en 1975, ce nom rappelle George Goldsbrough, ouvrier à la construction de rue et de chemin de tramway venu s'établir à LaSalle en 1922[112].

Gravel (rue)
- Rue située entre l'avenue Lafleur et la rue Smith.

- Désigné en 1949, ce nom commémore le secrétaire-trésorier Albert Gravel (1906-1998). En plus d'avoir cumulé 39 ans au service de LaSalle, M. Gravel s'impliqua grandement dans la communauté lasalloise[113].

Greenfeld (terrasse)
- Terrasse accessible via le boulevard LaSalle.

- Désigné en 1964, ce nom rappelle un propriétaire foncier[114].

Groseilliers (sentier des)
- Sentier ou voie piétonne situé entre le boulevard Newman et la rue Radisson.

Guy-Bouchard (boulevard)
- Boulevard situé entre le boulevard Newman et la rue Louis-Hébert.

- Désigné en 1995, ce nom rend hommage à Guy Bouchard (1929-1994). Bouchard fut conseiller municipal de l'Équipe du Renouveau de 1975 à 1979 et candidat défait à la mairie en 1979 sous la bannière du parti de l'Action civique[115].

## H
Hachez (rue)
- Rue accessible via le boulevard Newman.

- Désigné en 1979, ce nom commémore la famille Hachez qui est établie de longue date à LaSalle[116].

Hardy (rue)
- Rue en sens unique située de la rue Cordner à l'avenue Dollard.

- Désigné en 1975, ce nom désigne la famille de du bénévole en loisir et vice-président du club de hockey Les Caveliers de LaSalle, Lionel Hardy (1925-1995)[117].

Harrigan (rue)
- Rue située entre les rues Cordner et Desaulniers.

- Désigné en 1969, ce nom fait référence à W. (Pop) Harrigan, bénévole de la Pop Harrigan House League[117].

Hayward (rue)
- Rue accessible via l'avenue Lafleur.

- Désigné en 1942, ce nom désigne Ernest James Hayward (1878-1946). Hayward fut conseiller municipal de LaSalle de 1933 jusqu'à son décès. Durant son mandat, il vote entre autres pour la vente de produits alcoolisés dans la limite de la municipalité[117].

Hébert (rue)
- Rue divisée en deux sections, l'une entre les rues Chouinard et André-Merlot et l'autre entre les rues Jean-Chevalier et Lapierre.

- Désigné en 1952, ce nom rend hommage à Georges Hébert (1897-1975). Hébert fut bénévole dans les loisirs et la fondation de l'Hôpital de LaSalle, ainsi que conseiller municipal de LaSalle de 1951 à 1960[117].

Hélène (rue)
- Rue située entre les rues Réjane et Marie-Claire.

- Désigné en 1965, ce nom provient du prénom de la femme du chef de police et de pompier Joseph-Oscar-Irénée Tremblay (1909-1988)[118],[119].

Hepworth (rue)
- Rue située entre la rue Beyries et la 68e avenue, d'où elle se termine en impasse.

- Désigné en 1961, ce nom désigne William Henry Hepworth (1895-1972). Hepworth fut propriétaire des lots dans le secteur des rues Centrale et Beyries, ainsi que donateur d'un carillon électronique Bascilican pour la paroisse Saint-Télésphore[120].

Highlands (avenue)
- Avenue située entre le boulevard LaSalle et la rue Dalmany, d'où elle se termine en impasse.

- Désigné en 1935, ce nom rappelle les Highlands de l'Écosse. Ce secteur de LaSalle, également surnommé Highlands, fut le lieu d'implantation de plusieurs immigrants écossais, ce que reflète la toponymie de nombreuses avenues adjacentes[121].

Hull (rue de)
- Rue située entre l'avenue Dollard et la rue d'Oka, d'où elle se termine en impasse.

- Ce nom désigne l'ancienne ville de Hull, aujourd'hui Gatineau[122].

## I
Irwin (rue)
- Rue située entre la rue Saint-Patrick et le boulevard Newman, de là elle devient l'avenue Irwin dans l'arrondissement Le Sud-Ouest jusqu'au boulevard des Trinitaires (prolongement du boulevard Angrignon).

- Désigné en 1956, ce nom rend hommage à Mary Irwin (1626-1687). D'origine écossaise, Irwin arrive à Québec en 1626 et devient hospitalière sous le nom de Marie de la Conception[123].

## J
Jacqueline (rue)
- Rue située entre les rues Lise et Ménard.

- Désigné en 1965, ce nom rappelle le prénom de Jacqueline Ciguère, greffière de la ville de LaSalle[124].

Jacqueline-Sicotte (rue)
- Rue située entre les rues Bouvier et Bourdeau.

- Désigné en 2016, ce nom commémore Jacqueline Sicotte-Béïque (1911-2002). Elle fut pionnière de la Société historique Cavelier-de-LaSalle et militante, aux côtés de Thérèse Casgrain, de la Ligue des droits de la femme pour l'obtention du statut de citoyenne à part entière. Son engagement fut récompensé du Prix du Gouverneur général en 1998[120].

Jean-Brillon (rue)
- Rue située entre l'avenue Dollard et la rue Lapierre.

- Désigné en 1966, ce nom désigne  Jean Bareau dit Brillon (?-1690). Pionnier, il fut tué par les Iroquois[125].

Jean-Chevalier (rue)
- Rue située entre les rues Thierry et Baxter, d'où elle se termine en impasse avec un accès au parc Angrignon.

- Désigné en 1952, ce nom fait référence à Jean Chevalier (ca 1967/35-1707). Cordier, il cède un quart du lot reçu en héritage pour la construction d'une chapelle à l'intérieur du Fort Rémy. Construction s'étalant de 1675 à 1976[126].

Jean-Milot (rue)
- Rue située entre le boulevard Newman et la rue Bergervin.

- Ce nom désigne Jean Milot dit LeBourguignon (1624-1699). Taillandier, ce bourguignon d'origine s'établit près de la rivière Saint-Pierre en 1653. Fait brièvement prisonnier par les Iroquois en 1661, il achète un domaine de 420 arpents à Cavelier de LaSalle dans l'arrière fief de Lachine, futur Fort Rémy. 60 arpents sont par la suite ajoutés après achat auprès de Nicolas Moison et, à la demande du supérieur des Sulpiciens, fait construire un moulin fortifié dans l'enceinte du fort de Lachine, moulin construit par les artisans Pierre Verrier dit la Saulaye et Pierre Delugerat dit Desmoulins[127].

Jean-Quenneville (rue)
- Rue en sens unique des rues Lapierre vers Hébert.

- Désigné en 1952, ce nom commémore Jean Quenneville (Quesneville) (1653-1701). Originaire de Rouen, Quenneville s'installe à Lachine et occupe plusieurs fonctions dont maître tailleur d'habits et huissier seigneurial de Montréal[128].

Jeannette (rue)
- Rue située entre la rue Lyette et l'avenue Riverview.

- Désigné en 1965, ce nom rappelle le prénom de l'épouse du conseiller municipal Laurentien Lefebvre (1918-1977)[129].

Jetté (rue)
- Rue située entre les rues Salley et de Beauport.

- Désigné en 1973, ce nom fait référence à la famille de Roland Jetté, établie de longue date à LaSalle[130].

### John-Campbell (rue)
- Rue située entre les rues Juliette et Cordner.

- Désigné en 1969, ce nom fait référence au conseiller municipal et député fédéral John Campbell (né en 1936)[131].

### John-F.-Kennedy (rue)
- Rue située entre l'avenue Dollard et la rue Gloria.

- Désigné en 1965, ce nom rend hommage au président des États-Unis, John Fitzgerald Kennedy (1917-1963)[132].

Juliette (rue)
- Rue située entre le boulevard Shevchenko et la rue Lapierre.

- Désigné en 1965, ce nom désigne le prénom de l'épouse du directeur des finances et trésorier Albert Gravel (1906-1998)[113].

Juneau (rue)
- Rue accessible via le boulevard Newman.

- Désigné en 1975, ce nom commémore la famille Juneau qui est établie de longue date à LaSalle[133].

## K
Kless (rue)
- Rue située entre la rue George et la 30e avenue.

- Désigné en 1976, ce nom commémore la famille John Kless qui est établie de longue date à LaSalle[134].

Knowlton (rue de)
- Rue située entre les rues de Brome et de Magog.

- Ce nom désigne l'ancienne ville rurale de Knowlton, aujourd'hui secteur Lac-Brome[135].

Knox (pont)
- Pont situé entre les boulevards Shevchenko / De La Vérendrye et les boulevards Bishop-Power / Champlain.

- Ce nom fait référence aux meuniers William James et Robert Knox[136].

## L
Labatt (avenue)
- Avenue située entre le boulevard Newman et la rue Airlie.

- Désigné en 1953, ce nom désigne la brasserie Labatt établie sur cette rue et son fondateur John Kinder Labatt (1803-1866)[137].

### Lacharité (avenue)
- Avenue située entre les boulevards Champlain et LaSalle.

- Désigné en 1955, ce nom fait référence au Dr Maurice Lacharité (1907-1963). Diplômé en médecine de l'Université de Montréal en 1934, le Dr Lacharité devient chef du département de chirurgie de l'Hôpital Saint-Joseph de Lachine en 1954 et premier directeur médical de l'Hôpital de LaSalle en 1961. Il fut aussi maire de LaSalle de 1954 à 1963, période durant laquelle une forte croissance industrielle fut observé[138].

Lacroix (avenue)
- Avenue située entre la rue Saint-Patrick et l'avenue Dupras.

- Désigné en 1964, ce nom rappelle le conseiller juridique de la municipalité, Émé Lacroix[139].

Lafleur (avenue)
- Avenue située du boulevard LaSalle à l'intersection avec l'avenue Dollard et la rue Elmslie, dont elle est le prolongement.

- Désigné en 1914, ce nom peut faire référence à Jean Orieux dit Lafleur (ca 1652-1693), Ferrier Biroleau Lafleur (1837-1919) et Frédéric Lafleur (1854-1928).
  - Jean Orieux dit Lafleur fut un pionnier soldat de la compagnie de LaFreydière (régiment de Carignan) originaire de Nantes. Propriétaire de deux censives dans le Bas-Lachine, il vend la première à son voisin Jean Boursier en 1690 et vend la deuxième à Georges Brault en 1700. Il se noie dans les glace en 1700[140].
  - Ferrier Biroleau Lafleur fut propriétaire d'une cidrerie et conseiller municipal de Lachine en 1912 et de LaSalle de 1913 à 1915[141].
  - Frédéric Lafleur fut secrétaire-trésorier de Lachine et ensuite LaSalle de 1919 à 1920 et conseiller municipal de LaSalle de 1923 à 1928. Il œuvra à l'implantation de la distillerie Seagram[141].

### Lapierre (rue)
- Rue située entre le boulevard De La Vérendrye et la rue Saint-Patrick.

- Désigné en 1952, ce nom rappelle William Lapierre (1907-1973) et Cyrille-Charles Lapierre (1870-1926).
  - William Lapierre fut le propriétaire du restaurant LaSalle drive-in sur les rive du fleuve Saint-Laurent et conseiller municipal de 1951 à 1960[142].
  - Cyrille-Charles Lapierre fut secrétaire-trésorier en 1914 et maire de LaSalle de 1915 à 1917. Son mandat fut critiqué par la dépréciation des terrains de la Montreal Light, Heat and Power et son antipathie contre le secrétaire-trésorier Frédéric Lafleur[143].

Laplante (rue)
- Située entre l'avenue Dollard et la rue Jean-Milot.

- Désigné en 1956, ce nom fait référence à Paul Laplante (1905-1996). Laplante fut commissaire scolaire à LaSalle de 1944 à 1951[142].

Larente (rue)
- Située entre l'avenue Lafleur et la rue Laplante.

- Désigné en 1946, ce nom fait référence à Delphis Larente (1873-1946) et Willie Larente (1898-1950).
  - Delphis Larente fut contremaître à la ferme de Frédéric-Liguori Béique et conseiller municipal de 1919 à 1921. Une partie de la rue Airlie entre les avenue Riverview et Dupras fut déjà surnommé la côte Larente en son honneur[144].
  - Willie Larente fut chef des policiers et pompiers de LaSalle de 1923 à 1939 et conseiller municipal de 1943 à 1950[144].

### LaSalle (boulevard)
- Boulevard longeant le fleuve Saint-Laurent, prolongement du même boulevard situé dans l'arrondissement Verdun jusqu'aux limites avec l'arrondissement Lachine où la voie prend le nom de chemin du Musée.

- Désigné en 1955, ce nom rappelle l'explorateur René-Robert Cavelier de La Salle (1643-1687).

Latour (avenue)
- Avenue située entre le boulevard LaSalle et la rue Beyries.

- Désigné en 1993, ce nom rappelle la famille de Joseph-Marie-Edmond Latour (1879-1960). Latour fut propriétaire foncier sur des terres voisines de celle de la famille Hepworth. L'agrandissement de l'aqueduc de Montréal entraîna une expropriation entre autres pour la construction du Pont Latour sur lequel transite l'avenue Dollard[145].

Lavallée (rue)
- Rue située entre les rues Salley et Parent.

- Désigné en 1973, ce rappelle la famille d'Alphonse Lavallée, pionnière de LaSalle[146].

### Lawrence (terrasse)
- Terrasse accessible via l'avenue Latour, entre les rues Centrale et Beyries.

- Désigné en 1963, ce nom désigne Gérald Lawrence (1925-1966). Optométriste de formation, Lawrence fut conseiller de LaSalle de 1960 à son décès en 1966[147].

Le Plateau (terrasse)
- Terrasse accessible via la rue Centrale, entre la 80e et la 90e avenue.

- Désigné en 1974, ce nom correspond au nom du développement sur ce lot[148].

Leclerc (rue)
- Rue divisée en deux sections, l'une entre les rues Lapierre et Goldsbrough et l'autre entre les rues Ducas et Baxter.

- Désigné en 1967, ce nom fait référence à Éphrem Leclerc, citoyen pionnier de LaSalle[149].

Lefebvre (rue)
- Rue située entre le boulevard Shevchenko et la rue Thierryé

- Désigné en 1966, ce nom rend hommage à Alfred Lefebvre (1895-1979). Lefebvre fut menuisier et surintendant au bâtisse pour la Commission scolaire de LaSalle et conseiller municipal de 1939 à 1954[150].

Léger (rue)
- Rue située entre la rue Saint-Patrick et l'intersection des rues Chouinard et Bois-des-Caryers.

- Désigné en 1984, ce nom fait référence à la famille de Joseph Léger[151].

### Lemieux (rue)
- Rue située entre le boulevard Shevchenko et la rue Rancourt.

- Désigné en 1966, ce nom commémore Henri Lemieux (1901-1986). Directeur fondateur du Cercle paroissial Notre-Dame-du-Sacré-Cœur et de la troupe de théâtre Lambert-Closse en 1944, il est aussi cofondateur du conseil des Chevaliers de Colomb en 1947. Le centre culturel Henri-Lemieux est aussi nommé en son honneur[152].

### Leroux (rue)
- Rue située accessible via la rue Gloria.

- Désigné en 1973, ce nom fait référence à Anatole-J. Leroux (1891-1976). Leroux est commissaire et président de la Commission scolaire de LaSalle de 1926 à 1954. Devenu conseiller municipal de LaSalle de 1933 à 1935, il occupa le poste de maire de 1939 à 1954[153].

Lesage (rue)
- Rue située entre les rues Lapierre et Chouinard.

- Désigné en 1981, ce nom rappelle Thomas William Lesage (1861-1935), conseiller municipal de LaSalle de 1933 à 1935[154].

Lévis-Sauvé (rue)
- Rue située entre les rues Raymond et Gagné.

- Désigné en 1976, ce nom commémore Lévis Sauvé (1913-1968). Diplômé en éducation physique de l'Université de Montréal, il occupe le poste de président de la Fédération des commissions scolaires du Québec de 1964 à 1966. Il fut également directeur de l'école polyvalente Cavelier-de-LaSalle de 1967 à son décès en 1968[155].

### Lionel-Boyer (promenade)
- Promenade pédestre située entre le boulevard Angrignon et la rue Allard.

- Désigné en 2018, ce nom fait référence à Lionel Boyer (1919-1990). Diplômé au doctorat en dentisterie de l'Université de Montréal en 1945, le Dr Boyer pratiqua d'abord dans l'armée canadienne avant d'ouvrir un cabinet dans le quartier Ville-Émard. Président de la Commission d'hygiène de LaSalle, il succède au maire Lacharité, décédé en fonction en 1963. Durant son mandat jusqu'en 1971, la population de LaSalle doubla pour passer de 36 000 à 73 000[156],[157].

Lise (rue)
- Rue située entre le boulevard Newman et la rue Danièle.

- Désigné en 1965, ce nom désigne Lise Amyot, femme de l'ingénieur et directeur général de LaSalle, Yves Roy (1930-2008)[158].

Lithuania (rue)
- Rue située entre l'avenue Dollard et la rue John-F.-Kennedy.

- Désigné en 1966, ce nom vise à honorer les lituanien qui formaient le troisième groupe ethnique de LaSalle[159].

Loire (terrasse de la)
- Terrasse accessible via la rue Airlie, entre la 80e et la 90e avenue.

- Désigné en 1962, ce nom désigne le Pays de la Loire, région de l'ouest de la France[160].

Louis-Fortier (rue)
- Rue située entre les rues Clément et Jean-Milot

- Ce nom évoque Louis Fortier (ca 1647-ca 1718), pionnier originaire de Bayeux en Normandie. Arrivé en Nouvelle-France en 1672, la terre de 60 arpents lui appartenant est l'actuel emplacement de l'Hôtel de ville[161].

Louis-Hébert (rue)
- Rue située entre la rue Senkus et le boulevard Guy-Bouchard.

- Désigné en 1995, ce nom évoque l'apothicaire et premier colon de la Nouvelle-France Louis Hébert (1575-1627)[162].

Louis-Jolliet (rue)
- Rue située entre les rues Bouvier et Bélec.

- Ce nom provient de l'explorateur Louis Jolliet (1645-1700)[163].

Louisiane (croissant de la)
- Croissant situé à l'extrémité de la 41e avenue jusqu'à la rue Centrale.

- Désigné en 1986, ce nom désigne l'État américain de la Louisiane et pour commémorer le jumelage avec la ville de Kenner[164].

Lussier (rue)
- Rue située entre les rues Salley et Parent.

- Désigné en 1973, ce nom fait référence à Albéric Lussier (1888-1972). M. Lussier fut commerçant et activement impliqué dans la communauté de LaSalle[165].

Lyette (rue)
- Rue située entre le boulevard LaSalle et la rue Saint-Patrick.

- Désigné en 1965, ce nom provient du nom de la femme d'Omer Ménard (1922-1978). Ménard fut mécanicien, commerçant et conseiller municipal de LaSalle entre 1960 et 1967. Il devint maire-suppléant lors du décès du maire Lacharité en 1963[166].

## M
Magog (rue de)
- Rue située entre les rues d'Eastman et de Knowlton.

- Ce nom désigne la ville de Magog en Estrie[167].

Maher (rue)
- Rue située entre les rues Salley et Boivin.

- Désigné en 1965, ce nom désigne l'abbé J. Maurice Maher (1902-1986). Curé fondateur de la paroisse Sainte-Germaine-Cousin dans Pointe-aux-Trembles, il fut curé de la paroisse Saint-Nazaire de 1958 à 1965[168].

Maria (rue)
- Rue située entre les rues Airlie et Centrale.

- Désigné en 1952, ce nom fait référence à Marie Immaculée pour rendre hommage aux pères Oblats[169].

Marie-Claire (rue)
- Rue située entre les rues Jean-Brillon et Réjane.

- Désigné en 1965, ce nom fait référence à la première femme député à l'assemblée nationale du Québec, Marie-Claire Kirkland-Casgrain (1924-2016)[170].

Marie-Guyart (rue)
- Rue accessible via le boulevard Guy-Bouchard.

- Désigné en 2002, ce nom fait référence à missionnaire catholique Marie Guyart (1599-1672)[171].

Marie-Rollet (rue)
- Rue accessible via le boulevard Guy-Bouchard.

- Désigné en 1995, ce nom fait référence à Marie Rollet (1580-1649), femme du premier colon de Nouvelle-France, Louis Hébert (1575-1627)[172].

Marroni (rue)
- Rue située entre la rue Saint-Patrick et l'avenue Dupras.

- Désigné en 1964, ce nom évoque les Marroni, famille propriétaire des lots de ce secteur[173].

Masse (rue)
- Rue située entre les rues Centrale et Duranceau.

- Désigné en 1980, ce nom fait référence à la famille Masse établie de longue date à LaSalle[174].

Matane (rue de)
- Rue située entre la 76e et la 80e avenue.

- Ce nom désigne la ville de Matane dans le  Bas-Saint-Laurent[175].

Maurice (rue)
- Rue accessible via la rue Jean-Brillon.

- Désigné en 1966, ce nom fait référence au président des loisirs et éducateur physique Maurice Clément[176].

McVey (rue)
- Rue accessible via la rue Jeannette.

- Désigné en 1966, ce nom rappelle le résident de longue date de LaSalle William McVey[177].

Melatti (rue)
- Rue située entre les rues Bouvier et Bourdeau.

- Désigné en 1992, ce nom rend hommage à l'entrepreneur en construction et développeur résident Giuseppe Melatti[178].

### Ménard (rue)
- Rue située entre les rues Cordner et Juliette.

- Désigné en 1967, ce nom fait référence à Omer Ménard (1922-1978). Ménard fut conseiller municipal de 1960 à 1967, période pendant laquelle il occupât entre autres le poste de maire suppléant lors du décès en fonction du maire Lacharité[166].

Michaud (rue)
- Rue située entre les rues Centrale et Ogilvie.

- Désigné en 1980, ce nom rappelle Émile Michaud (1879-ca 1974) et sa famille souche du quartier Bronx[179].

Miller (rue)
- Rue située entre les rues Goldsbrough et Leclerc.

- Désigné en 1975, ce nom rend hommage à la famille Miller résidant de longue date à LaSalle[180].

Monette (rue)
- Rue située entre les avenues Trésor-Caché et Orchard. La section comprise entre l'avenue Lafleur et la rue Stinson (sous le pont Honoré-Mercier) est piétonne.

- Désigné en 1922, ce nom fait référence à Duncan Monette (ca 1879-1947). Fourreur de métier, Monette fut aussi conseiller municipal de 1927 à 1929. Tentant de ravir la mairie lors des élections de 1929, il essuie un revers face au maire sortant, Louis Chatelle. Il sera également cofondateur et vice-président de la Société de Saint-Vincent-de-Paul de LaSalle en 1932[181].

Mongeau (rue)
- Rue située entre les rues Raymond et Charron.

- Désigné en 1978, ce nom rend hommage à la famille Mongeau résidant de longue date à LaSalle[182].

Moreau (rue)
- Rue située entre les rues Serge et Chouinard.

- Désigné en 1969, ce nom rappelle Robert Moreau et sa famille[183].

Murphy (terrasse)
- Terrasse accessible via la rue Centrale, près de la rue Charron.

- Désigné en 1980, ce nom fait référence à Walter Murphy (1897-1972). Murphy fut ouvrier sur la construction du pont Honoré-Mercier et l'un des premiers employés permanents de LaSalle au poste de menuisier. Devenu ensuite entrepreneur en construction, il érigera plusieurs maisons des 5e, 7e et 9e avenue[184].

## N

### Newman (boulevard)
- Boulevard commercial de LaSalle débutant à l'intersection avec la rue Airlie et l'avenue Lafleur jusqu'aux limites avec l'arrondissement Le Sud-Ouest où l'artère devient d'abord l'avenue Newman et ensuite la rue Jolicœur.

Newman (terrasse)
- Accessible via le boulevard Newman, au sud de l'avenue Dollard

Newport (rue de)
- Rue située entre les rues d'Eastman et Francoeur.

- Ce nom désigne l'ancienne municipalité de Newport en Gaspésie, aujourd'hui fusionné à Chandler[185].

### Nicolas-Moisan (rue)
- Rue en sens unique des rues Hébert vers Lapierre.

- Désigné en 1952, ce nom rappelle Nicolas Moisan (ou Moison) dit Leparisien (ca 1635-ca 1969/1701). Moisan fut un soldat de la compagnie de LaFreydière (régiment de Carignan) arrivé en Nouvelle-France en 1665. Il acquiert une terre de 45 arpents de René Cuillerier en 1669. C'est possessions territoriales sont augmentées avec la cession par les Sulpiciens d'un lot en 1671 et de l'annulation d'une transaction avec Mathurin Thibodeau avec laquelle il lui vendait une terre de 60 arpents en 1676[186].

## O
Oblats (rue des)
- Rue en deux sections situées entre les rues Clément et Wanklyn, dont elle est le prolongement, et entre le boulevard LaSalle jusqu'à la rue Airlie, d'où elle finit en impasse. La partie commençant à la rue Clément est en sens unique vers la rue Jean-Milot et est à la fois la sortie et une entrée vers la route 138 ouest (pont Honoré-Mercier).

- Désigné en 1952, ce nom fait référence aux Pères Oblats qui ont eu un noviciat et une maison de retraite à LaSalle de 1866 à 1970[187].

Oblats (terrasse des)
- Terrasse accessible via la rue des Oblats entre les rues Clément et Jean-Milot.

Ogilvie (rue)
- Rue accessible via la rue Centrale.

- Désigné en 1980, ce nom rend hommage à l'homme d'affaires en commerce céréalier William Watson Ogilvie (1835-1900)[188].

Oka (rue d')
- Rue en impasse accessible via la rue de Hull.

- Ce nom désigne municipalité d'Oka dans les Laurentides[189].

Orchard (avenue)
- Avenue située entre le boulevard LaSalle et la rue Airlie.

- Le nom Orchard signifie verger en anglais, rappelant les anciens vergers que traversait cette artère[190].

Ouellette (terrasse)
- Terrasse accessible via la 80e avenue entre les rues Centrale et de Cabano.

- Désigné en 1961, ce nom fait référence à Joseph Ouellette (1924-1970). Employé par la marine canadienne pour le transport des troupes de Terre-Neuve vers l'Angleterre ou l'Italie en 1942, Ouellette fut aussi conseiller municipal de 1960 à 1967. Il fut impliqué dans plusieurs organismes communautaires dont le Club Richelieu, les Chevaliers de Colomb et les Scouts[191].

Ouimet (rue)
- Rue située entre la rue Allion, dont elle est le prolongement, jusqu'à la partie de la rue Ouimet situé dans l'arrondissement Verdun.

- Désigné en 1955.

## P
Pagé (rue)
- Rue située entre les rues Raymond et Charron.

- Désigné en 1978, ce nom rend hommage à la famille Pagé résidant de longue date à LaSalle[192].

Paquette (rue)
- Rue située entre les rues Béique et John-F.-Kennedy.

- Désigné en 1966, ce nom rappelle Émilien Paquette (1921-1995). Très impliqué dans le domaine communautaire et scolaire lasallois, il tenta de se présenter au conseil municipal pour succéder au conseiller démissionnaire Omer Ménard, mais fut défait par John Campbell[193].

Paquin (avenue)
- Avenue située entre la rue Bayne et l'avenue Fothergill.

- Désigné en 1994, ce nom commémore la famille Paquin, propriétaire d'un terrain à cet endroit[194].

Parent (rue)
- Rue située entre les rues Carignan et Jetté.

- Désigné en 1973, ce nom rend hommage à Edmond Parent et à sa famille[195].

Patrice (rue)
- Rue accessible via la rue Jean-Brillon.

- Désigné en 1966, ce nom fait référence à l'ancien marguillier Georges Patrice[196].

Pauline (rue)
- Rue située entre les rues Jacqueline et Danièle.

- Désigné en 1965, ce nom désigne l'épouse du directeur-adjoint des finances et trésorier Jean-Guy Rousseau[197].

Payant (rue)
- Rue située entre les rues Salley et Parent.

- Désigné en 1973, ce nom rend hommage à Cyril Payant et à sa famille[198].

Penniston (rue)
- Rue située entre les rues Centrale et Ogilvie.

- Désigné en 1980, ce nom rappelle les frères Penniston, propriétaires d'une ferme de 108 arpents et de la laiterie Penniston Dairy[199].
  - Albert Edward Penniston (1862-?), conseiller municipal de Lachine de juin 1900 à juillet 1901.
  - Charles Wilkes Penniston (1858-1927), candidat défait à la mairie de LaSalle en 1913 contre C. P. Newman par deux voix.
  - Francis Henry Penniston (1857-1933), conseiller municipal de LaSalle de 1913 à 1915[200].

Percé (rue de)
- Rue située entre la 75e avenue et la rue de Cabano. Depuis 2018, cette étroite rue est maintenant exclusivement piétonne.

- Désigné en 1960, ce nom désigne le rocher Percé et la ville gaspésienne de Percé[201].

Perras (rue)
- Rue située entre les rues Jean-Chevalier et Bourdeau.

- Désigné en 1967, ce nom rend hommage à Albert Perras (1902-1981). Perras fut conseiller municipal de 1943 à 1948, candidat défait à la mairie contre Anatole Leroux en 1951 et candidat défait au poste de conseiller en 1971[202].

Pigeon (rue)
- Rue située entre les rues Chouinard et André-Merlot.

- Ce nom fait référence à Napoléon Pigeon (1860-1925), conseiller municipal de la paroisse de Lachine de 1893 à 1899 et de LaSalle de 1915 à 1921[203].

Pilon (rue)
- Rue située entre les rues George et Simonne.

- Désigné en 1978, ce nom rend hommage à la famille Pilon résidant de longue date à LaSalle[204].

Préville (rue)
- Rue située entre les rues Juliette et Danièle, dont elle est le prolongement.

- Désigné en 1965, ce nom rappelle le Dr Guy Préville (né en 1926). Diplômé en art de l'Université de Paris en 1944, en physique, chimie et biologie en 1945 ainsi que doctorant en médecine de l'Université de Montréal en 1951, il se spécialise en anesthésie et réanimation. Grandement impliqué dans la communauté, dont au niveau de la commission scolaire en tant que président, le Dr Préville participa à la fondation de l'hôpital de LaSalle en 1961. Sa pratique médicale le conduit à Kamsar en Guinée, mais également en Gaspésie, au Nouveau-Brunswick et au Lac-Saint-Jean. Chef de l'équipe médicale du Grand Prix de formule 1 de Montréal de 1978 à 1980, il fonde ARTICA, duquel naîtra le collège Landry-Préville pour adolescents orphelins à cause du SIDA  à Dogondoutchi au Niger en 2004. Il contribue également à la fondation de la caisse populaire Sainte-Catherine-Labouré avec Armel Robitaille en 1959[205].

Proulx (rue)
- Rue située entre les rues Robert et Verdi.

- Désigné en 1968.

## Q
Quinlan (rue)
- Rue située entre les rues Clément et Wanklyn.

- Désigné en 1946, ce nom fait référence à la Harold Quinlan Cut Stone Limited, première manufacture à s'installer sur cette rue[206].

## R
Radisson (rue)
- Rue accessible via la 90e avenue.

- Désigné en 1984, ce nom rend hommage à l'explorateur, trafiquant, interprète et pilote Pierre-Esprit Radisson (1636-1710).

Rancourt (rue)
- Rue située entre les rues David-Boyer et Jean-Brillon.

- Désigné en 1966, ce nom fait référence au curé de la paroisse Notre-Dame-du-Sacré-Cœur Lucien Rancourt (1921-2007)[207].

Rapides (avenue des)
- Avenue en deux sections, l'une de la rue Raymond à la 40e avenue et l'autre de la 43e avenue à la terrasse des Rapides.

- Désigné en 1956, ce nom évoque la présence à proximité des rapides de Lachine[208].

Rapides (terrasse des)
- Terrasse accessible via l'avenue des Rapides, près de la 45e avenue.

Ravary (rue)
- Rue située entre les rues Serge et Denise.

- Désigné en 1969, ce nom fait référence au conseiller municipal Antonio Ravary[209].

### Raymond (rue)
- Rue située entre les boulevards LaSalle et Champlain.

- Désigné en 1969, ce nom désigne le maire et conseiller Gérald Raymond (1920-1990). Raymond fut conseiller municipal de 1954 à 1971 et maire 1971 à 1983. Durant son passage à la mairie, il contribua à la construction du centre Dollard-Saint-Laurent, de l'aménagement du Parc des Rapides (1978), de la construction de la nouvelle caserne des pompiers (1979), de la bibliothèque l'Octogone (1983) et de l'acquisition de la Burroughs Wellcome pour y installer l'hôtel de ville (1983)[104].

Red Cross (rue)
- Rue située entre les rues Bayne et de Newport.

- Désigné en 1964, ce nom évoque la centenaire de la fondation de la Croix-Rouge internationale et son fondateur Henri Dunant (1828-1910). La voie était autrefois nommé Ascot et Henri-Dunant[210].

Réjane (rue)
- Rue située entre l'avenue Dollard et la rue David-Boyer.

- Désigné en 1965, ce nom rappelle le prénom de l'épouse du conseiller municipal Gérald Lawrence (1925-1966)[211].

Renée (rue)
- Rue située entre les rues John-Campbell et Robidoux.

- Désigné en 1968, ce nom évoque le prénom de la fille de l'entrepreneur lasallois Max Schuchmann[212].

Riverview (avenue)
- Avenue prolongeant l'avenue Strathyre et terminant en impasse après la rue Airlie. L'impasse débouche sur le parc Stinson où se situe le moulin à vent Fleming.

Robert (rue)
- Rue en deux sections l'une entre le boulevard Bishop-Power et la rue Serre et l'autre entre les rues Serre et Thierry.

- Désigné en 1966, ce nom fait référence à Conrad Robert (1887-1966). Propriétaire de chevaux de course, Robert tenta pendant une courte durée d'établir une piste de course face aux rapides de Lachine[213].

Robidoux (rue)
- Rue située entre les rues Juliette et Cordner.

- Désigné en 1967, ce nom rend hommage à la famille de Joseph Robidoux résidant de longue date à LaSalle[214].

Rosaire-Gendron (rue)
- Rue située entre la rue Bois-des-Caryers.

- Désigné en 2011, ce nom rappelle Rosaire Gendron (1904-1974). Plombier de formation, Gendron fut le premier plombier à s'installer à LaSalle. Il conçut un type de clapet protégeant contre les retours d'eau de refoulement[215].

Rousseau (rue)
- Rue située entre les rues Jacqueline et Danièle.

- Désigné en 1966, ce nom évoque l'ancien trésorier Jean-Guy Rousseau[64].

## S
Saguenay (rue de)
- Rue située entre l'avenue Dollard et la rue John-F.-Kennedy.

- Désigné en 1966, ce nom fait référence à la rivière Saguenay[216].

Saint-Patrick (rue)
- Rue prolongeant la rue homonyme de l'arrondissement Le Sud-Ouest jusqu'à la limite avec l'arrondissement Lachine, à l'intersection du chemin du Musée, où la voie devient le chemin du Canal. Cette artère longe le canal Lachine.

Salley (rue)
- Rue située entre l'avenue Dollard et la rue d'Upton.

- Désigné en 1964, ce nom rappelle le lasallois et gardien de l'aqueduc Edward Salley[217].

Sénécal (avenue)
- Avenue située entre le boulevard LaSalle et la rue Centrale.

- Désigné en 1955, ce nom évoque Arthur Sénécal (1900-1978). Sénécal fut conseiller municipal de 1954 à 1960 et président du bureau d'urbanisme de 1955 à 1960[218].

Senkus (rue)
- Rue située entre les rues Saint-Patrick et Louis-Hébert, dont elle est le prolongement.

- Désigné en 1992, ce nom rappelle William Senkus (1901-1965). Ukrainien d'origine, Senkus fut beaucoup impliqué dans la communauté et association ukrainienne en ayant entre autres, été vice-président du Congrès des Ukrainiens canadiens[219].

Serge (rue)
- Rue située entre les rues Lapierre et Thierry.

- Désigné en 1969, ce nom rend hommage à la famille de Serge Robitaille résidant de longue date à LaSalle[220].

Serre (rue)
- Rue située entre les rues Lefebvre et Jean-Brillon.

- Désigné en 1966, ce nom rend hommage à Yvan Serre (1912-?). Serre fut propriétaire de la Quincaillerie Riverside, conseiller municipal de 1960 à 1971, ainsi que président du comité des fêtes du 50e anniversaire de LaSalle en 1952[221].

Shevchenko (boulevard)
- Boulevard situé entre la rue Émile-Nelligan, près du boulevard Newman, et du boulevard De La Vérendrye où l'artère devient le boulevard Bishop-Power après le pont Knox et le canal de l'Aqueduc.

- Désigné en 1961, ce nom vient d'une demande de résidents lasallois d'origines ukrainiennes visant à honorer le poète et créateur de la littérature nationale ukrainienne Tarass Grigorievich Shevchenko (1814-1861)[222].

Shirley (rue)
- Rue située entre les rues Cordner et Desaulniers.

- Désigné en 1969, ce nom fait référence au prénom de l'épouse du conseiller municipal et député John Campbell (né en 1936)[223].

Simonne (rue)
- Rue en deux sections situées entre les 11e avenue et la rue Gagné, ainsi qu'entre les rues Gagné et Charron.

- Désigné en 1965, ce nom provient du prénom de l'épouse du conseiller Yvan Serre (1912-?)[224].

Smith (rue)
- Rue située entre l'avenue Lafleur et la rue Clément.

- Désigné en 1946, ce nom rend hommage à Thomas Richard Smith (1866-1945), conseiller municipal de LaSalle de 1913 à 1923 et de 1929 à 1933[225].

Stinson (rue)
- Rue située entre les rues Monette et Airlie, d'où la voie se termine en impasse.

- Désigné en 1949, ce nom fait référence à Albert Wesley Stinson (1897-1980). Stinson fut conseiller municipal de 1946 à 1960, période durant laquelle il favorise le développement industriel[226].

Stirling (avenue)
- Avenue située entre le boulevard LaSalle et la rue Saint-Patrick.

- Ce nom fait référence à un toponyme écossais, comme plusieurs noms de ce secteur, soit la ville de Stirling au nord-est de Glasgow[227].

Stirling (place)
- Place accessible via l'avenue Stirling.

Strathyre (avenue)
- Avenue située entre le boulevard Lasalle et l'avenue Riverview, dont elle est le prolongement.

- Ce nom fait référence à un toponyme écossais, comme plusieurs noms de ce secteur, soit le village de Strathyre[228].

Sylvestre (rue)
- Rue située entre les rues Bouvier et Bourdeau.

- Désigné en 1965, ce nom rend hommage au conseiller juridique de LaSalle Charles-Auguste Sylvestre (1903-1964). Sylvestre fut également représentant des villes d'Hampstead, Lachine, LaSalle, Longueuil, Montréal-Est, Montréal-Nord, Montréal-Ouest, Mont-Royal, Outremont, Pointe-aux-Trembles, Saint-Laurent, Saint-Michel, Saint-Pierre, Verdun et Westmount à la commission des transports de Montréal (1950-1955), juge à la Cour supérieure du Québec de 1955 à 1964 et président de la Commission d'étude du système administratif de la Ville de Québec de 1963 à 1964[229].

## T
Tardif (rue)
- Rue située entre les rues Béique et John-F.-Kennedy.

- Désigné en 1966, ce nom désigne la famille Tardif résidant de longue date à LaSalle[230].

Tétrault (rue)
- Rue située entre les rues Denise et Thierry.

- Désigné en 1969, ce nom fait référence au président de la commission scolaire Laurent Tétrault (1922-1996)[231].

Thelma (rue)
- Rue située entre les 11e, dont elle est le prolongement, et 16e avenues.

- Désigné en 1966, ce nom provient du prénom de l'épouse du conseiller et maire Marcel Raymond[232].

Thibert (rue)
- Rue située entre les rues Anita et Moreau.

- Désigné en 1969, ce nom désigne la famille Thibert résidant de longue date à LaSalle[233].

Thierry (rue)
- Rue en trois sections situées entre les rues Cordner et Doyle, Dufresne et Jean-Brillon, ainsi qu'entre Bourdeau et Jean-Chevalier, dont elle est le prolongement.

- Désigné en 1967, ce nom désigne Maxime (Maximilien) Thierry (1821-?). Thierry fut conseiller de la paroisse de Lachine de 1870 à 1874 et maire de 1874 à 1875[234].

Titley (rue)
- Rue située entre les rues Salley et Payant.

- Désigné en 1973, ce nom fait référence à la famille du bénévole Oscar Titley (1890-1951)[235].

Tremblay (avenue)
- Avenue située entre la rue Bayne et l'avenue Fothergill.

- Désigné en 1964, ce nom rend hommage au chef de police et des pompiers Joseph-Oscar-Irénée Tremblay (1909-1988)[236].

Trésor-Caché (rue du)
- Avenue située entre le boulevard LaSalle et la rue Airlie.

- Ce nom représente une énigme non élucidé. Ceci pourrait faire référence à un trésor d'une grande valeur ayant été caché dans les environs de Lachine lors de la guerre de 1812[237].

Trudeau (rue)
- Rue située entre l'avenue Dollard et la rue Jean-Milot.

- Désigné en 1951, ce nom rend hommage à un Monsieur Trudeau, président de la firme Trudeau & fils ltée[238].

Turley (rue)
- Rue située entre les rues Thierry et Dora.

- Désigné en 1966, ce nom fait référence au résident de longue date John Bernard Turley[239].

## U
Upton (rue d')
- Rue située entre les rues Boivin et Salley.

- Ce nom désigne la municipalité d'Upton[240].

## V
Vachon (avenue)
- Avenue accessible via la 35e avenue.

- Désigné en 1957, ce nom fait référence à Loral-Arthur Vachon (1894-1971). Vachon fut télégraphiste, agent manufacturier et conseiller municipal de 1923 à 1927 et de 1935 à 1941[241].

Vachon (terrasse)
- Terrasse accessible via l'avenue Vachon

Verdi (rue)
- Rue située entre les rues Thierry et Robert.

- Désigné en 1968, ce nom illustre le compositeur Giuseppe Verdi (1813-1901) en signe d'hommage des Lasallois à la communauté italienne[242].

Vézina (rue)
- Rue située entre la rue Saint-Patrick et l'avenue Stirling.

- Désigné en 1971, ce nom rend hommage à Émile Viau (1907-2003). Viau fut un enseignant et directeur d'école œuvrant durant de nombreuses années dans le domaine de l'éducation des jeunes lasallois[243].

Viola-Desmond (rue)
- Rue située entre le boulevard Newman et la rue Allard.

- Désigné en 2017, ce nom rappelle la militante des droits civiques néo-écossaise Viola Desmond (1914-1965)[244].

## W
Wanklyn (rue)
- Rue située entre le boulevard Newman / rue Comte et la rue des Oblats, dont elle est le prolongement.

- Désigné en 1929

William-Fleming (rue)
- Rue accessible via la rue William-Fleming.

- Désigné en 2014, ce nom rappelle le pionnier William Fleming (ca 1786-1860). Fleming fut entre autres à l'origine de la construction du moulin Fleming[245].